# マルキアファーヴァ・ビニャミ病
マルキアファーヴァ・ビニャミ病（マルキアファーヴァ・ビニャミびょう、英語: Marchiafava–Bignami disease）は、多くはアルコール多飲を背景とし、病理学的には脳梁の脱髄と壊死を特徴とする稀な神経疾患である。

## 原因
大酒家に多い。かつては赤ワインとの関連が疑われていたが、焼酎を飲んでいた日本人例の報告もある。
アルコール以外の原因としては、栄養失調、外傷、感染・炎症、血管障害、痙攣発作、電解質異常、低血糖、腎不全、化学療法、放射線療法、高血圧、子癇などが報告されている。

## 疫学
40 - 60歳台の男性に多い。
脳梁の部位としては、体部、膝部、膨大部の順に頻度が高い。
ウェルニッケ脳症との合併が多い。

## 症状
急性期には意識障害、痙攣、構音障害、前頭葉症状などを示す。慢性期には失行・失書などの脳梁離断症状、認知機能障害を呈する。

## 分類
A群：急性期の意識障害が強く、画像所見では脳梁全体に病変が及ぶ予後不良な群
B群：急性期の意識障害がないか軽度で、脳梁の障害が部分的な予後良好な群

## 診断
かつては死後の解剖しか診断法がなかったが、現在では画像検査、特にMRIによって診断が可能である。
急性期には特にMRIの矢状断が有用で、脳梁中間層に異常信号域を認める。また、脳室周囲白質、内包後脚を含む大脳深部白質、皮質または皮質下白質、被殻、中小脳脚や中脳大脳脚などに左右対称性の病変を認めることがある。異常信号域が正常な脳梁上層・下層に挟まれるsandwich sign、側脳室前角に山猫の耳のような異常信号域が認められるears of the lynx signなどの特徴的な画像所見が知られている。
慢性期には脳梁は委縮・空洞化する。
病理組織学的には脳梁の中心性脱髄壊死を認める。

## 治療
治療としてはビタミンB1の補充、ステロイド併用が行われることが多いが、その効果は一定していない。このことから、単純なビタミン欠乏症や免疫性脱髄疾患とは異なると考えられている。

## 予後
急性の経過をとる例は死亡率が高く、A群の死亡率は約20%である。特に、急性期に脳梁腫大、両側大脳白質の異常信号域を認めると予後不良である。

## 歴史
1897年、イタリアのマルキアファーヴァが初めて報告し、1903年にはマルキアファーヴァとビニャミが3例の剖検例をまとめて報告した。